# Bomporto
Bomporto (emilián nyelven Bumpòrt) település Olaszországban, Emilia-Romagna régióban, Modena megyében. Lakosainak száma 10 167 fő (2023. január 1.). Bomporto Bastiglia, Camposanto, Modena, Nonantola, Ravarino, San Prospero, Soliera és Medolla községekkel határos.

## Népesség
A település népessége az elmúlt években az alábbi módon változott:
| Lakosok száma | 10 161 | 10 170 | 10 167 |
|               | 2017   | 2018   | 2023   |